# Grand maître hospitalier
Pour l’article homonyme, voir Grand maître.
Grand maître est le titre traditionnel généralement attribué au dirigeant des Hospitaliers de l'ordre de Saint-Jean de Jérusalem. Il a été attribué pour la première fois, en 1267, par un bref du pape Clément IV au supérieur de l'Ordre, Hugues Revel.